# Joseph de Gallifet
Joseph de Gallifet (2 de maio de 1663 – 1 de setembro de 1749) foi um padre jesuíta francês, conhecido por sua promoção da devoção ao Sagrado Coração de Jesus.

## Vida
Gallifet nasceu perto de Aix-en-Provence, França. Entrou na Companhia de Jesus aos quinze anos e, ao retomar os estudos, foi orientado pelo padre Cláudio de la Colombière, confessor de Margarida Maria Alacoque. Enquanto em uma missão de caridade durante sua terceira provação em Lyon, ele pegou uma febre que o levou à porta da morte. Um certo padre jurou em seu nome que, se fosse poupado, o Padre de Gallifet passaria a vida pela causa do Sagrado Coração. Gallifet se recuperou e ratificou o voto. 
Ele teve três reitores sucessivos - em Vesoul, em Lyon e em Grenoble. A última nomeação foi seguida pelo cargo de provincial da província de Lyon. Em 1723 foi escolhido assistente para a França, cargo que o trouxe a Roma. Aqui ele trabalhou com eficácia para a difusão da devoção. 
Retornando de Roma em 1732, tornou-se novamente reitor em Lyon, onde passou seus últimos anos.  Ele viveu para ver o estabelecimento de mais de 700 confrarias do Sagrado Coração.

## Obras
Ele escreveu um livro sobre a Santíssima Virgem e um sobre as principais virtudes da religião cristã; sua obra principal, De Cultu Sacrosancti Cordis Dei ac Domini Nostri Jesu Christi, apareceu em 1726. O objetivo principal do livro encontrou muita oposição no início, e seu apelo para o estabelecimento de uma festa para o Sagrado Coração não foi coroado com a vitória até 1765.